# Ebert-Erzberger-Rathenau-Mahnmal

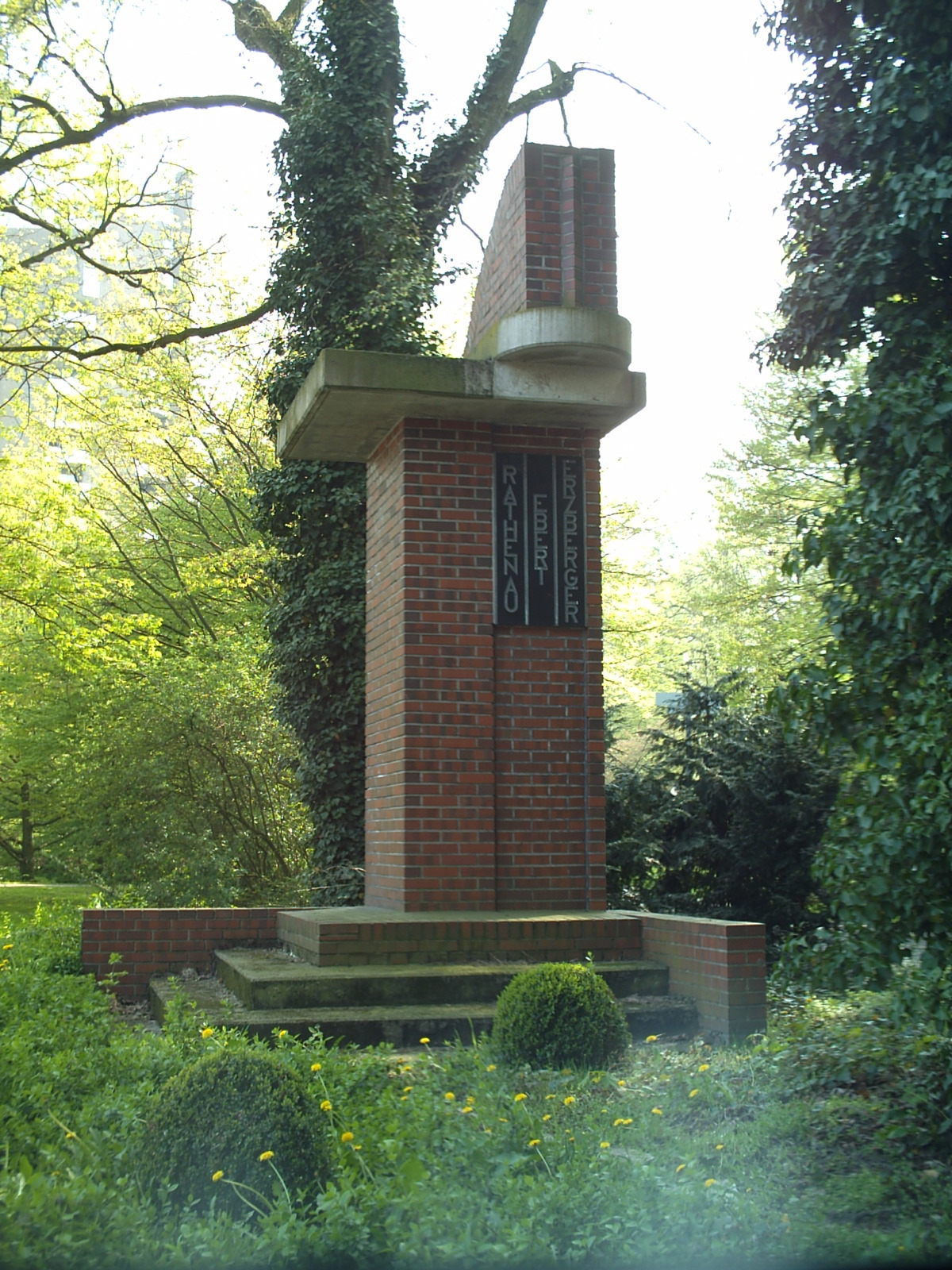
Ansicht des Mahnmals

Das Ebert-Erzberger-Rathenau-Mahnmal ist ein von Justus Haarmann entworfenes Mahnmal in der Stadt Osnabrück. Es wurde zu Ehren der führenden Politiker der Weimarer Republik Friedrich Ebert, Matthias Erzberger sowie Walther Rathenau von der Osnabrücker Ortsgruppe des Reichsbanners Schwarz-Rot-Gold errichtet. Das zwischen dem heutigen Erich-Maria-Remarque-Ring und dem Herrenteichswall platzierte Mahnmal ist eine neu erbaute Kopie des ursprünglichen Mahnmals, das 1933 von den Nationalsozialisten zerstört wurde.

## Ursprüngliches Denkmal
Die Idee zur Errichtung des Denkmals wurde durch die Osnabrücker Ortsgruppe des Reichsbanners Schwarz-Rot-Gold initiiert, nachdem die drei Politiker der Weimarer Koalition verstorben beziehungsweise ermordet worden waren. Ein bevorzugter Standort am Wall wurde verwehrt, da viele Ratsmitglieder republikfeindlich eingestellt waren.
Ein Standort konnte schließlich gegenüber der Einmündung der Karlsstraße (heute Nonnenpfad) am Herrenteichswall gefunden werden. Justus Haarmann fand für den gefundenen Standort sogar die lobenden Worte: „Sie sind dem modernen Leben nicht entrückt, sondern stehen sozusagen noch mittendrin. So ist der Platz (…) vorzüglich geeignet, weil er vom Verkehr umgeben und doch diesem entzogen ist.“
Das abstrakt im Stil des Bauhauses gehaltene Denkmal wurde vom Architekten Justus Haarmann (1884–1968), einem Sohn des Hüttendirektors August Haarmann, entworfen. Bereits vor der Grundsteinlegung am 1. Juli 1928 wurde der Sockel von unbekannten Personen beschädigt. Während der Grundsteinlegung, bei der 150 Anhänger des Reichsbanners anwesend waren, wurden die Redner immer wieder von Zwischenrufen aus dem nationalsozialistischen Lager gestört.
Die Einweihung des Denkmals am 29. Juli 1928 erfolgte unter zahlreichen Protesten von Gegnern der Weimarer Republik, vor allem aus rechtskonservativen und deutschnationalen Kreisen. Die Weihrede hielt der SPD-Reichstagsabgeordnete und Generalsekretär Hans Vogel aus Berlin.

### Abriss durch die Nationalsozialisten
Am 12. Mai 1933 (also kurz nach der Machtergreifung der Nationalsozialisten) wurde ein Dringlichkeitsantrag zum Abriss des Denkmals in das neugewählte Bürgervorsteher-Kollegium eingebracht. Dieses beschloss den umgehenden Abriss, den SA-Männer schon am 15. Mai 1933 vornahmen. So war das Denkmal nach nicht einmal fünf Jahren aus dem Stadtbild verschwunden.
Als Abrissgrund spielte nicht nur die Würdigung der drei „republikanischen“ Politiker eine Rolle, sondern auch die als „entartet“ gewertete Formensprache des Bauhauses, welche sich in dem Mahnmal wiederfindet. Begründet wurde der Magistratsbeschluss mit der Unvereinbarkeit des Denkmals mit einer Ehrenbürgerschaft von Adolf Hitler und Paul von Hindenburg. Auch sollte der Beschluss als eine ideologische Vorsichtsmaßnahme und Warnung an potentielle Regimegegner verstanden werden.
Um zusätzlich zum Abriss des Denkmals die Erinnerung an Friedrich Ebert aus dem Straßenbild zu tilgen, benannten die Nationalsozialisten auch die Friedrich-Ebert-Allee im Schinkel, die noch zur Zeit der Weimarer Republik so benannt worden war, in Horst-Wessel-Allee um. Dies wurde im Jahr 1946 rückgängig gemacht, seitdem trägt die Straße den Namen Ebertallee. Im Stadtteil Sonnenhügel gibt es seit 1950 auch eine Erzbergerstraße und eine Walther-Rathenau-Straße.

## Neuaufbau
1980 reichte die CDU-Fraktion einen Antrag zum Wiederaufbau des Denkmals im Stadtrat ein. Der Antrag wurde einstimmig und mit großer Zustimmung angenommen. Im Jahr 1983 wurde das Denkmal nach historischem Vorbild erneut aufgebaut. Im Jahr 2000 wurde es saniert.